# Victor Krause

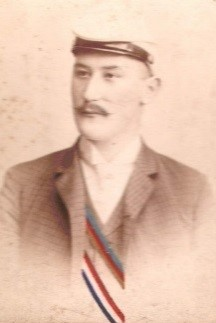
Victor Krause

Victor Krause (* 10. Juli 1870 in Kassel; † 19. Dezember 1953 in Wiesbaden) war ein deutscher Verwaltungsjurist.

## Leben
Krauses Vater war Gottfried Krause, Arzt und Landtagsabgeordneter in Hessen. Victor Krause studierte an der Kaiser-Wilhelms-Universität Rechtswissenschaft und wurde 1889 im Corps Palatia Straßburg recipiert. Er wechselte an die Philipps-Universität Marburg und war 1890/91 MC beim Corps Teutonia zu Marburg. Er bestand 1891 das Referendarexamen und 1896 die Assessorprüfung. 1904 kam er als Regierungsrat nach Kassel. Als Reserveoffizier im Dragoner-Regiment „Freiherr von Manteuffel“ (Rheinischen) Nr. 5 nahm er 1914–1917 am Ersten Weltkrieg teil, zuletzt als Rittmeister d. R. 1920 folgte er Heinrich Thon als Polizeidirektor, später als Polizeipräsident in Wiesbaden. Am 20. Juni 1925 wurde er Corpsschleifenträger der Teutonia zu Marburg. Ab 1923 war beim Oberpräsidium von Hessen-Nassau. Im Juni 1927 wurde er in den einstweiligen Ruhestand versetzt.
Verheiratet war er seit 1898 mit Cecilie von Schnehen aus Kassel. Der Ehe entstammen ein Sohn und eine Tochter. Ein Bruder ist der Nervenarzt und Sanitätsoffizier Karl Krause.